# Gustave Vaëz
Jean-Nicolas-Gustave Van Nieuwen-Huysen (genannt Gustave Vaëz ; * 6. Dezember 1812 in Brüssel; † 12. März 1862 in Paris) war ein belgischer Dramatiker, Librettist und Übersetzer von Opernlibretti.
Vaëz studierte zunächst Rechtswissenschaft und erlangte einen Doktorgrad an der Universität von Löwen. Da er aber keine Lust auf eine Tätigkeit als Anwalt verspürte, verlegte er sich auf eine Karriere als Dramatiker. Er veröffentlichte eine große Zahl an Theaterstücken. Seine ersten Stücke wurden von 1829 bis 1834 in Brüssel gespielt, welches er alsbald verließ, um in Paris mit dem Librettisten Alphonse Royer zusammenzuarbeiten. Noch heute gespielte Opern, an denen Vaëz als Librettist oder Übersetzer beteiligt war, sind Lucia di Lammermoor, La favorite und Rita ou Le mari battu von Gaetano Donizetti sowie Jérusalem von Giuseppe Verdi. 1846 wurde an der Pariser Oper das Pasticcio Robert Bruce mit Musik von Gioachini Rossini aufgeführt, dessen Libretto von Vaëz und Royer stammte.